# William Coolidge
William David Coolidge fue un físico estadounidense, nacido el 23 de octubre de 1873 en Hudson (Massachusetts) y fallecido 3 de febrero de 1975 en Schenectady, Nueva York.

## Primeros años
Coolidge nació en una granja cerca de Hudson, Massachusetts. Estudió ingeniería eléctrica entre 1891 y 1896 en el Instituto de Tecnología de Massachusetts (MIT), donde en 1896 construyó un aparato generador de rayos X. 
Después de un año como ayudante de laboratorio, de 1896 a 1899 se fue a Alemania gracias a una beca para ampliar estudios y doctorarse en la Universidad de Leipzig. De 1899 a 1905 fue asistente de investigación para Arthur A. Noyes del Departamento de Química en el MIT.

## Trabajo con wolframio
En 1905 Coolidge se fue a trabajar como investigador a un nuevo laboratorio de investigación de General Electric, donde llevó a cabo los experimentos que condujeron a poder utilizar el wolframio como filamento para bombillas. 
Mediante la purificación del óxido de wolframio desarrolló el 'wolframio dúctil', que resultaba más fácil de trabajar como filamento. A partir de 1911, General Electric (GE) comercializó lámparas utilizando este metal y pronto se convirtió en una importante fuente de ingresos para GE. 
Solicitó y recibió una patente (EE. UU. número 1 082 933) para esta "invención" en 1913. Sin embargo, en 1928 un tribunal de EE. UU. dictaminó que dicha patente no era válida como invención.

## Mejora del tubo de rayos X
En 1913 inventó el tubo Coolidge, un tubo de rayos X con una mejora en el cátodo para su uso en rayos X, lo que permitía que las máquinas realizaran una más intensa visualización de la anatomía y destrucción de tumores. 
El tubo Coolidge, que también utiliza un filamento de wolframio, fue un desarrollo importante en la especialidad médica entonces naciente de la radiología. Fue el precursor de casi todos los tubos de rayos X médicos todavía están en uso, aunque su desarrollo además se prolongó hasta mediados de la década de 1940. Inventó el primer tubo de rayos X de ánodo giratorio. Solicitó la patente en 1913 y finalmente se le concedió como patente de EE. UU. número.  1 203 495 en 1916. 
Durante la Primera Guerra Mundial trabajó en los localizadores para la detección de submarinos. Después de la contienda se concentró en su trabajo, de vuelta a la tecnología de rayos X, mientras que también se interesó en los campos de ensayo de materiales y el tratamiento del cáncer.

## Premios
La Academia Americana de las Artes y las Ciencias otorgó a Coolidge el Premio Rumford en 1914. 
En 1927 fue galardonado con la Medalla Edison por el American Institute of Electrical Engineers por sus contribuciones a la luz eléctrica incandescente y las radiografías. Pero rechazó este prestigioso premio en 1926 sobre la base de que su patente de tungsteno dúctil (1913) fue declarada por el tribunal como no válida. 
Fue galardonado con la Medalla Howard N. Potts en 1926, la Medalla Louis E. Levy y la Medalla Hughes en 1927, la Medalla Faraday en 1939 y la Medalla Franklin en 1944. En 1975 fue elegido miembro de la National Inventors Salón de la Fama, poco antes de su muerte a los 101 años en Schenectady, Nueva York.

## Carrera posterior
Se convirtió en director del laboratorio de investigación de GE en 1932 que dirigió hasta su jubilación en 1944. En 1940 fue nombrado vicepresidente de General Electric, cargo que compaginó hasta su jubilación en 1944. Siguió de consultor en GE después de la jubilación.

## Patentes
- Coolidge, Patente USPTO n.º 1,203,495, tubo Coolidge
- Coolidge, Patente USPTO n.º 1211092, "Tubo de rayos-x"
- Coolidge, Patente USPTO n.º 1215116, "Aparato de rayos-x"
- Coolidge, Patente USPTO n.º 1250093, "Aparato de rayos-x estereoscópico"
- Coolidge, Patente USPTO n.º 1310061, "Aparato de rayos-x"
- Coolidge, Patente USPTO n.º 1365638, "Aparato de rayos-x"
- Coolidge, Patente USPTO n.º 1394143, "Aparato de rayos-x"
- Coolidge, Patente USPTO n.º 1409989, "Aparato de rayos-x"
- Coolidge, Patente USPTO n.º 1430550, "Aparato de rayos-x"
- Coolidge, Patente USPTO n.º 1437290, "Tubo de rayos-x apantallado"
- Coolidge, Patente USPTO n.º 1502907, "Dispositivo de rayos-x"
- Coolidge, Patente USPTO n.º 1529344, "Aparato de rayos-x"
- Coolidge, Patente USPTO n.º 1541627, "Aparato de rayos-x"
- Coolidge, Patente USPTO n.º 1543654, "Aparato de rayos-x"
- Coolidge, Patente USPTO n.º 1550506, "Aparato de rayos-x y método"
- Coolidge, Patente USPTO n.º 1550507, "Aparato de rayos-x"
- Coolidge, Patente USPTO n.º 1600867, "Aparato de rayos-x"
- Coolidge, Patente USPTO n.º 1655455, "Aparato de rayos-x"
- Coolidge, Patente USPTO n.º 1659133, "Dispositivo de rayos-x"
- Coolidge, Patente USPTO n.º 1714975, "X-ray anodo"
- Coolidge, Patente USPTO n.º 1917099, "Tubo de rayos-x"
- Coolidge, Patente USPTO n.º 1946312, "Tubo de rayos-x"
- Coolidge, Patente USPTO n.º 1967869, "Dispositivo de rayos-x"
- Coolidge, Patente USPTO n.º 1971812, "Dispositivo de rayos-x"